# David J. Mangelsdorf
David John Mangelsdorf (* 22. Juli 1958; † 3. August 2025 in Dallas, Texas, Vereinigte Staaten) war ein US-amerikanischer Pharmakologe am University of Texas Southwestern Medical Center.

## Leben und Wirken
Mangelsdorf erwarb 1981 an der Northern Arizona University einen Bachelor in Biologie und Chemie und 1987 an der University of Arizona einen Ph.D. in Biochemie. Als Postdoktorand arbeitete er bei Ronald M. Evans am Salk Institute for Biological Studies. Seit 1993 war er am University of Texas Southwestern Medical Center. Hier hatte Mangelsdorf den Raymond and Ellen Willie Distinguished Chair für Neuropharmakologie und den Alfred G. Gilman Distinguished Chair für Pharmakologie inne (Stand 2025).
Mangelsdorf betrieb sein Forschungslabor gemeinsam mit Steven Kliewer. Seit 1993 forschte sein Labor zusätzlich für das Howard Hughes Medical Institute (HHMI).
David J. Mangelsdorfs Arbeiten zu Kernrezeptoren führten zu wegweisenden Entdeckungen bei der Regulation der Stoffwechselwege von Cholesterin, Fettsäuren und Gallensäuren. Er konnte zentrale Regulationsmechanismen in ihrer Gänze aufklären und Liganden, Zielgene, Funktion und molekulare Mechanismen bis dahin „verwaister“ Kernrezeptoren identifizieren. Er charakterisierte dabei die Signalwege der Hormone FGF19 und FGF21 (aus der Familie der Fibroblasten-Wachstumsfaktoren), von RXR, LXR und FXR sowie DAF-12 (bei Nematoden).
Mangelsdorf hat laut Google Scholar einen h-Index von 139, laut Datenbank Scopus einen von 126 (Stand August 2025).

## Auszeichnungen (Auswahl)
- 1997 John J. Abel Award der American Society for Pharmacology and Experimental Therapeutics[8]
- 2000 Adolf-Windaus-Preis der Falk Foundation[9]
- 2003 Heinrich-Wieland-Preis von Boehringer Ingelheim[10]
- 2004 Gerald D. Aurbach Lecture der Endocrine Society[11]
- 2008 Mitglied der National Academy of Sciences[3]
- 2012 Rolf Luft Award des Karolinska Institutet[5]
- 2020 International Medal der Society for Endocrinology[12]
- 2024 Mitglied der National Academy of Medicine[13]